# Lepenac
Der Lepenac (albanisch Lepenc/-i, mazedonisch Лепенец Lepenec) ist ein Fluss im Süden Kosovos und im Norden Nordmazedoniens. Er ist ein linker Nebenfluss des Vardars mit rund 75 Kilometer Länge.

## Verlauf

### Quelle bis Amselfeld-Ebene
Der Lepenac entspringt östlich der Stadt Prizren im Kodža-Balkan-Gebirge auf einer Höhe von 1820 m. Zuerst fließt er ostwärts in die Gegend von Sirinić zwischen den Südosthängen des Žar-Gebirges und den Nordwesthängen der Šar Planina. Von letzterem wird er durch viele kleine Bäche gespeist. Weiter fließt der Lepenac durch das Skigebiet Brezovica nach Štrpce. Danach setzt sich der Flusslauf bis ins Amselfeld fort, wo er jedoch südlich des Orts Sopotnica einen Knick nach Süden macht und das Amselfeld wieder verlässt.

### Kaçanik-Schlucht bis Skopje-Ebene
In der Folge umfließt der Lepenac die Stadt Kaçanik im Westen, bevor er in die Kaçanik-Schlucht eintritt. Die Schlucht ist die engste Stelle des Flusstales und befindet sich östlich der Šar Planina sowie westlich der Skopska Crna Gora. Sie verbindet das Amselfeld mit der Ebene von Skopje. Die Schlucht ist insgesamt 23 Kilometer lang und besteht aus Kalkstein und Schiefer. Die Orte Pustenik und Han i Elezit liegen in der Kaçanik-Schlucht.
Nach Han i Elezit wird der Lepenac ein Grenzfluss zwischen dem Kosovo und Nordmazedonien, bevor er die Schlucht beim Ort Seçishta verlässt und nach 60 Kilometern aus dem Kosovo fließt.

### Ebene von Skopje bis Mündung
Für die restlichen 15 Kilometer fließt der Lepenac durch die Ebene von Skopje, welche Teil des Vardar-Tales ist. Nachdem er in die Ebene eintritt, wird er linksseitig von mehreren kleinen Bächen aus dem Gebirge Skopska Crna Gora gespeist. Der Lepenac hat keine größere Siedlungen entlang seines nordmazedonischen Verlaufs, bevor er die Vororte von Skopje, Bardovci und Novo Selo, erreicht. Im Stadtbezirk Gjorče Petrov mündet er auf einer Höhe von 262 m in den Vardar.

## Merkmale
Der Lepenac gehört zum Einzugsgebiet der Ägäis. Sein Einzugsgebiet beträgt 770 Quadratkilometer, 695 Quadratkilometer liegen im Kosovo und 75 Quadratkilometer in Nordmazedonien. Er ist nicht schiffbar.
Die Kaçanik-Schlucht ist eine wichtige Verbindung zwischen dem Kosovo und Nordmazedonien entlang der Strecke von Kraljevo in Serbien über Pristina nach Skopje.